# رابرت هارپر
رابرت هارپر (انگلیسی: Robert Harper؛ زادهٔ ۱۹ مهٔ ۱۹۵۱ - 23 ژانویۀ ۲۰۲۰) بازیگر اهل ایالات متحده آمریکا است. وی دانش‌آموختۀ ادبیات انگلیسی در دانشگاه راتگرز بود.
از فیلم‌ها یا برنامه‌های تلویزیونی که وی در آن نقش داشته‌است، می‌توان به روزی روزگاری در آمریکا، تحلیل نهایی، مامان جون و مولی اشاره کرد.